# Таблетки, що розпадаються в ротовій порожнині

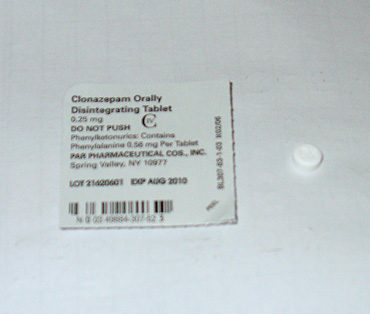
Лінгвальна таблетка та блістер клоназепаму

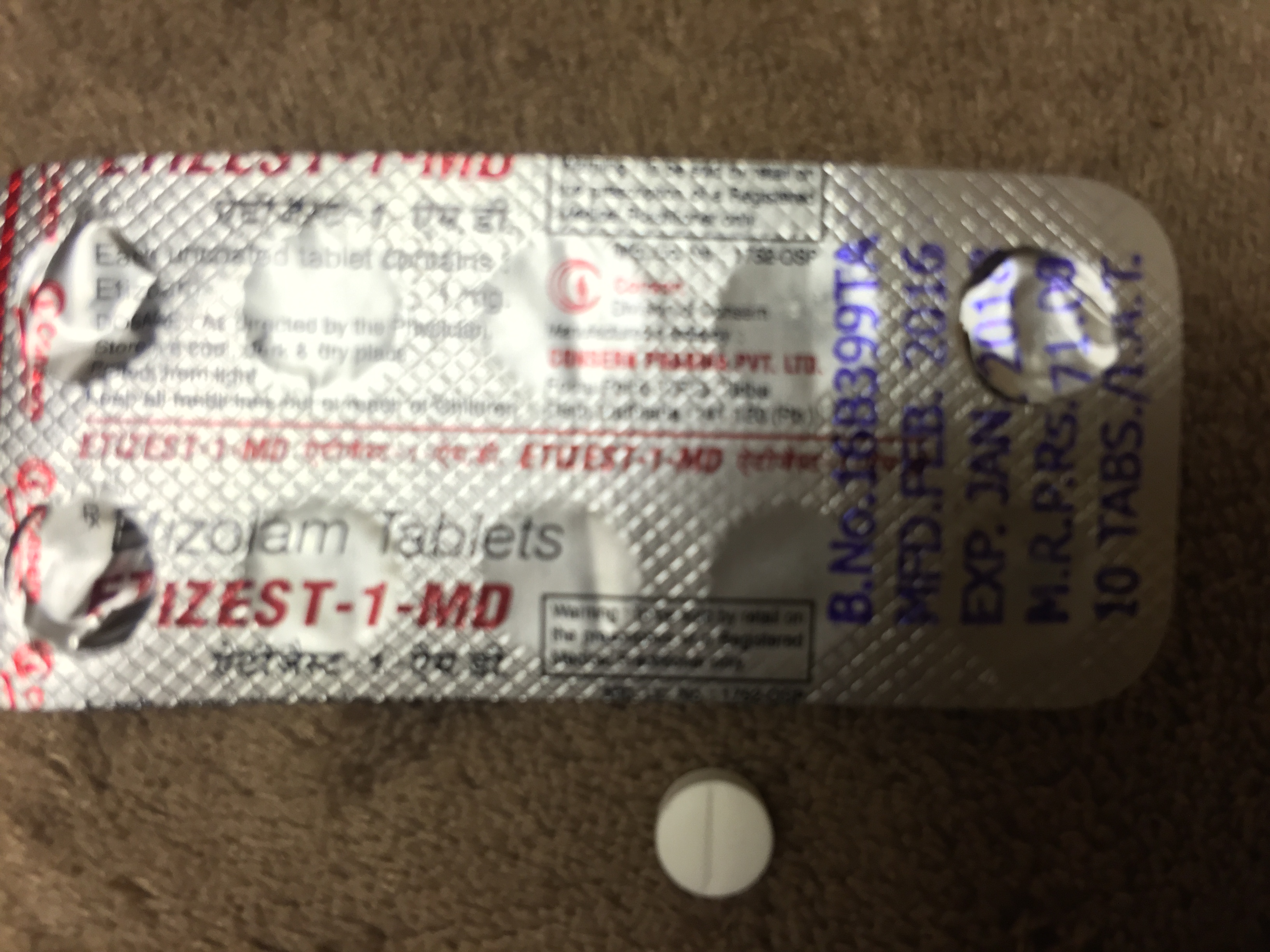
Лінгвальна таблетка та блістер етізоламу

Таблетки, що розпадаються в ротовій порожнині, також лінгвальні таблетки або таблетки для розсмоктування (англ. orally disintegrating tablet або orally dissolving tablet (ODT)) — це лікарська форма, доступна для обмеженого діапазону медичних препаратів. Форма відрізняється від традиційних таблеток тим, оскільки розроблена для розсмоктування на язику (лат. lingua), а не ковтання цілою.
Лінгвальні таблетки використовують як альтернативу для введення препаратів у пацієнтів з дисфагією (проблемами з ковтанням). Також їх застосовують у випадках, де є відомі питання із згодою, тому форма з більшою біодоступність краще гарантує, що препарат буде вжито. Дія препарату при цьому шляху введення також наступає швидше, ніж при використанні звичайних таблеток чи капсул. Вони також зручні, оскільки можна приймати без води.

## Історія
Попередниками лінгвальних таблеток були букальні таблетки, розроблені для розсмоктування на слизовій оболонці щоки (лат. bucca). Ця лікарська форма була призначена для ліків, що мали низьку біодоступність у травному тракті, але не підходили для парентерального введення, наприклад стероїдні гормони та наркотичні анальгетики. Всмоктування через слизову щоки дозволяє препарату обійти травний тракт і таким чином швидше всмоктатись. Не всі лінгвальні таблетки всмоктуються  буккально. Багато абсорбуються передусім у шлунково-кишковому тракті та них маю такі ж всмоктування і біодоступність, як і стандартні пероральні форми. Проте швидкий розпад та мала вага таблеток можуть покращити всмоктування в ділянці щоки. Перші лінгвальні таблетки розпадались більше через шипіння, ніж через розчинення. Вони були розроблені, аби діти більш охоче приймали вітаміни. Цей метод почали застосовувати в фармакології з винаходом мікрочастинок, що звільняються при шипінні таблетки, які потім проковтне пацієнт. Розчинення стало більш ефективним ніж шипіння після вдосконалення процесу виробництва та додавання нових складників (додавання манітолу підвищує зв'язування та зменшує час розчинення).
У США першим дозволеним до використання  FDA  препаратом у формі лінгвальних таблеток у грудні 1996 був Кларитин (лоратадин), зроблений за технологією Zydis. Пізніше було дозволено у грудні 1997 Klonopin (клоназепам), у червні 1998 — Maxalt (різатриптан).

## Переваги
У роботі Ved Parkash et al. вказуються такі переваги лікарської форми:
- їх легко вживати, тому вони зручні для тому краще підходять для пацієнтів «похилого віку, після перенесеного інсульту, прикутих до ліжка, з нирковою недостатністю, пацієнтів, що відмовляються ковтати, зокрема у педіатрії, геріатрії та психіатрії»;
- підвищена біодоступність (швидше всмоктування) завдяки всмоктуванню до потрапляння у шлунок;
- не потребують води, що може краще підходити для людей з обмеженими можливостями, прикутих до ліжка, мандрівників чи для зайнятих людей, що не завжди мають доступ до води;
- підвищення безпеки в зв'язку з нижчим ризиком удушення[20].

## Недоліки
У роботі Ved Parkash et al. перелічено такі недоліки форми:
- дорогі у виробництві;
- недостатня твердість у стандартних блістерах;
- обмежені можливості включати більш високі концентрації активного лікарського засобу[20].